# Bahamaskogssångare
Bahamaskogssångare (Setophaga flavescens) är en fågel i familjen skogssångare inom ordningen tättingar. Fram tills nyligen behandlades den som en del av gulstrupig skogssångare men urskiljs numera som egen art. Arten är endemisk för Bahamas och minskar mycket kraftigt i antal, så pass att IUCN listar den som starkt utrotningshotad.

## Utseende och läte
Bahamaskogssångaren är en 13–14 cm lång tätting osm ytligt sett liknar gulstrupig skogssångare, som den tidigare ansågs vara en del av, med mörk ovansida, gult på undersidan och vitt ögonbrynsstreck. Den är dock relativt distinkt med mer gult på undersidan, men mindre vitt på halssidan och smalare ögonbrynsstreck. Den är vidare brungrå istället för svart på pannan och brun, ej skiffergrå, ovan. Näbben är också tydligt längre och slankare, liksom benen, men vingen kortare.
Sången är relativt lik, med en serie ljudliga och klara ringande visslingar, liknande tonen hos brandkronad skogssångare och sydlig piplärksångare. Hos bahamaskogssångaren stiger dock serien, inte faller, är kortare och börjar mörkare. Även sången skiljer sig, stigande hos bahamaskogssångaren, fallande hos gulstrupig skogssångare. Lätet beskrivs som ett mjukt och ljust "tsip".

## Utbredning och systematik
Fågeln förekommer i tallskogar på Grand Bahama Island, Little Abaco och Great Abaco i Bahamas. Den behandlas som monotypisk, det vill säga att den inte delas in i några underarter.

### Släktestillhörighet
Tidigare placerades den tillsammans med ett stort antal andra arter i släktet Dendroica. DNA-studier visar dock att rödstjärtad skogssångare (Setophaga ruticilla) är en del av denna grupp. Eftersom Setophaga har prioritet före Dendroica inkluderas numera alla Dendroica-arter i Setophaga.

## Levnadssätt
Bahamaskogssångaren är relativt specialiserad och är nästan undantagslöst kopplad till skogsområden med Pinus caribaea där trädtaket är relativt öppet och undervegetationen begränsad. Där ses den året om, till skillnad från övervintrande gulstrupig skogssångare som också hittas i annan skog, mangroveträsk och trädgårdar. Arten födosöker högt i trädtaket, ofta på stammarna likt en nötväcka. Födan är dåligt känd, men tros bestå huvudsakligen av insekter och andra ryggradslösa djur. Även dess häckningsbiologi är okänd, men antas likna gulstrupig skogssångare.

## Status
IUCN kategoriserar arten som starkt hotad.